# Округ Бојси (Ајдахо)
Округ Бојси (енгл. Boise County) је округ у америчкој савезној држави Ајдахо.

## Демографија
По попису из 2010. године број становника је 7.028, што је 358 (5,4%) становника више него 2000. године.
| Група             | 2000.         | 2010.         |
| Белци             | 6.222 (93,3%) | 6.552 (93,2%) |
| Афроамериканци    | 8 (0,1%)      | 15 (0,2%)     |
| Азијати           | 20 (0,3%)     | 29 (0,4%)     |
| Хиспаноамериканци | 228 (3,4%)    | 249 (3,5%)    |
| Укупно            | 6.670         | 7.028         |